# Xande Silva
Alexandre Nascimento Costa Silva (Oporto, 16 de marzo de 1997), conocido como Xande Silva, es un futbolista portugués. Juega de delantero y su equipo es el Hapoel Tel Aviv F. C. de la Liga Premier de Israel.

## Trayectoria

### Vitória Guimarães
Se unió a la academia del Vitória de Guimarães a la edad de 17 años, luego de pasar cinco años en las inferiores del Sporting de Lisboa. Comenzó su carrera en el equipo reserva del club, y debutó en la Segunda Liga el 17 de agosto de 2014 en la derrota por la mínima en la visita al U. D. Oliveirense. Anotó su primer gol en la competición el 18 de enero siguiente, en la victoria 4-1 al S. L. Benfica B.
Debutó en la Primeira Liga en el penúltimo encuentro de la temporada 2014-15, en el empate 0-0 ante el S. L. Benfica, donde jugó los últimos 11 minutos en reemplazo de Otávio.

### West Ham United
Fichó por el West Ham United F. C. el 2 de agosto de 2018 por tres años, inicialmente para jugar en el equipo sub-23. Anotó una tripleta en cuatro minutos en su debut en la Premier League 2 11 días después de fichar, al Tottenham Hotspur F. C. sub-23.
El 5 de octubre de 2020 fue enviado a préstamo al Aris Salónica F. C. de la Superliga de Grecia por toda la temporada. Después de esta regresó a Londres, pero antes del cierre del mercado se marchó traspasado al Nottingham Forest F. C., equipo con el que firmó por dos años.
Disputó diez partidos en una temporada que acabó con el ascenso a la Premier League, no pudiendo vivir esa experiencia ya que el 2 de agosto de 2022 fichó por el Dijon F. C. O. para los siguientes tres años. Después del primero, en el que consiguió seis goles en 32 partidos de la Ligue 2, fue prestado al Atlanta United F. C. hasta el final de 2023. Posteriormente continuó en este equipo y llegó a disputar cincuenta encuentros antes de ser traspasado al St. Louis City S. C. en abril de 2025. En cuatro meses participó en trece partidos y en agosto volvió al fútbol europeo tras fichar por el Hapoel Tel Aviv F. C.

## Selección nacional
Ha representado a Portugal desde la categoría sub-15 hasta la sub-20. Fue parte del equipo que llegó a las semifinales del Campeonato Europeo Sub-17 de la UEFA 2014, donde al término de este fue parte del Equipo del Torneo.
Fue parte de la sub-20 de Portugal que compitió en la Copa Mundial de Fútbol Sub-20 de 2017, bajo la dirección de Emílio Peixe.

## Vida personal
Su padre, Joaquim, conocido en el mundo del fútbol como Quinzinho, jugó como delantero la mayor parte de su carrera en las ligas de Portugal y China.

## Estadísticas

### Clubes
Actualizado al último partido disputado el 20 de julio de 2025.
| Club                                | Div.          | Temporada     | Liga  | Liga  | Copas nacionales | Copas nacionales | Copas internacionales | Copas internacionales | Total | Total |
| Club                                | Div.          | Temporada     | Part. | Goles | Part.            | Goles            | Part.                 | Goles                 | Part. | Goles |
| ----------------------------------- | ------------- | ------------- | ----- | ----- | ---------------- | ---------------- | --------------------- | --------------------- | ----- | ----- |
| Vitória de Guimarães B Portugal     | 2.ª           | 2014-15       | 23    | 2     | —                | —                | —                     | —                     | 23    | 2     |
| Vitória de Guimarães B Portugal     | 2.ª           | 2015-16       | 8     | 1     | —                | —                | —                     | —                     | 8     | 1     |
| Vitória de Guimarães B Portugal     | 2.ª           | 2016-17       | 10    | 1     | —                | —                | —                     | —                     | 10    | 1     |
| Vitória de Guimarães B Portugal     | 2.ª           | 2017-18       | 11    | 0     | —                | —                | —                     | —                     | 11    | 0     |
| Vitória de Guimarães B Portugal     | Total club    | Total club    | 52    | 4     | —                | —                | —                     | —                     | 52    | 4     |
| Vitória de Guimarães Portugal       | 1.ª           | 2014-15       | 1     | 0     | 0                | 0                | —                     | —                     | 1     | 0     |
| Vitória de Guimarães Portugal       | 1.ª           | 2015-16       | 20    | 1     | 1                | 0                | 0                     | 0                     | 21    | 1     |
| Vitória de Guimarães Portugal       | 1.ª           | 2016-17       | 4     | 0     | 3                | 0                | —                     | —                     | 7     | 0     |
| Vitória de Guimarães Portugal       | 1.ª           | 2017-18       | 1     | 0     | 1                | 0                | 0                     | 0                     | 2     | 0     |
| Vitória de Guimarães Portugal       | Total club    | Total club    | 26    | 1     | 5                | 0                | 0                     | 0                     | 31    | 1     |
| West Ham United F. C. Inglaterra    | 1.ª           | 2018-19       | 1     | 0     | 1                | 0                | —                     | —                     | 2     | 0     |
| West Ham United F. C. Inglaterra    | 1.ª           | 2019-20       | 0     | 0     | 0                | 0                | —                     | —                     | 0     | 0     |
| West Ham United F. C. Inglaterra    | Total club    | Total club    | 1     | 0     | 1                | 0                | —                     | —                     | 2     | 0     |
| Aris Salónica F. C. · Grecia        | 1.ª           | 2020-21       | 29    | 4     | 4                | 0                | —                     | —                     | 33    | 4     |
| Aris Salónica F. C. · Grecia        | Total club    | Total club    | 29    | 4     | 4                | 0                | —                     | —                     | 33    | 4     |
| Nottingham Forest F. C. Inglaterra  | 2.ª           | 2021-22       | 8     | 0     | 2                | 0                | ―                     | ―                     | 10    | 0     |
| Nottingham Forest F. C. Inglaterra  | Total club    | Total club    | 8     | 0     | 2                | 0                | —                     | —                     | 10    | 0     |
| Dijon F. C. O. Francia              | 2.ª           | 2022-23       | 32    | 6     | 0                | 0                | ―                     | ―                     | 32    | 6     |
| Dijon F. C. O. Francia              | Total club    | Total club    | 32    | 6     | 0                | 0                | —                     | —                     | 32    | 6     |
| Atlanta United F. C. Estados Unidos | 1.ª           | 2023          | 13    | 4     | ―                | ―                | ―                     | ―                     | 13    | 4     |
| Atlanta United F. C. Estados Unidos | 1.ª           | 2024          | 27    | 3     | 1                | 0                | 2                     | 0                     | 30    | 3     |
| Atlanta United F. C. Estados Unidos | 1.ª           | 2025          | 7     | 0     | ―                | ―                | ―                     | ―                     | 7     | 0     |
| Atlanta United F. C. Estados Unidos | Total club    | Total club    | 47    | 7     | 1                | 0                | 2                     | 0                     | 50    | 7     |
| St. Louis City S. C. Estados Unidos | 1.ª           | 2025          | 11    | 0     | 2                | 0                | ―                     | ―                     | 13    | 0     |
| St. Louis City S. C. Estados Unidos | Total club    | Total club    | 11    | 0     | 2                | 0                | 0                     | 0                     | 13    | 0     |
| Hapoel Tel Aviv F. C. Israel        | 1.ª           | 2025-26       | 0     | 0     | 0                | 0                | ―                     | ―                     | 0     | 0     |
| Hapoel Tel Aviv F. C. Israel        | Total club    | Total club    | 0     | 0     | 0                | 0                | 0                     | 0                     | 0     | 0     |
| Total carrera                       | Total carrera | Total carrera | 206   | 22    | 15               | 0                | 2                     | 0                     | 223   | 22    |
| 1. 2.                               |               |               |       |       |                  |                  |                       |                       |       |       |

### Selección nacional
| Selección       | Temporada     | Encuentros | Encuentros |
| Selección       | Temporada     | Part.      | Goles      |
| --------------- | ------------- | ---------- | ---------- |
| Sub-15 Portugal | 2012          | 2          | 1          |
| Sub-15 Portugal | Total         | 2          | 1          |
| Sub-16 Portugal | 2012-2013     | 11         | 3          |
| Sub-16 Portugal | Total         | 11         | 3          |
| Sub-17 Portugal | 2013-2014     | 15         | 4          |
| Sub-17 Portugal | Total         | 15         | 4          |
| Sub-18 Portugal | 2014          | 2          | 1          |
| Sub-18 Portugal | Total         | 2          | 1          |
| Sub-19 Portugal | 2015-2016     | 21         | 5          |
| Sub-19 Portugal | Total         | 21         | 5          |
| Sub-20 Portugal | 2016-2017     | 14         | 5          |
| Sub-20 Portugal | Total         | 14         | 5          |
| Total carrera   | Total carrera | 65         | 19         |